# Eleições autárquicas de 2021 em Matosinhos
As eleições autárquicas de 2021 serviram para eleger os membros dos diferentes dos órgãos do poder local do concelho de Matosinhos.
O Partido Socialista, que teve Luísa Salgueiro como a sua candidata novamente, voltou às grandes vitórias em Matosinhos, após anos de divisões internas. Os socialistas foram arrasadores ao conseguirem 43,6% dos votos e 7 vereadores, bem como terem mantido a liderança de todas as juntas de freguesia.
A coligação PSD-CDS ficou longe de ameaçar o domínio socialista no concelho, embora tenha conseguido eleger mais um vereador em relação a 2017, conseguindo 17,3% dos votos e 2 vereadores.
Por fim, o movimento independente de António Parada foi o grande derrotado ao perder votos e um vereador em relação a 2017 ao obter 9,9% dos votos e 1 vereador, enquanto a Coligação Democrática Unitária conseguiu manter o seu único vereador.

## Candidatos
| Lista | Lista                          | Candidato             |
| ----- | ------------------------------ | --------------------- |
|       | Partido Socialista             | Luísa Salgueiro       |
|       | António Parada, Sim!           | António Parada        |
|       | PSD-CDS                        | Bruno Pereira         |
|       | Coligação Democrática Unitária | José Pedro Rodrigues  |
|       | Bloco de Esquerda              | Carla Silva           |
|       | Pessoas–Animais–Natureza       | Nuno Pires            |
|       | CHEGA                          | Israel Pontes         |
|       | Iniciativa Liberal             | Humberto Silva        |
|       | Matosinhos Independente        | Joaquim Jorge Ribeiro |

## Resultados Oficiais
Os resultados para os diferentes órgãos do poder local no Concelho de Matosinhos foram os seguintes:

### Câmara Municipal
| Partido                 | Partido                        | Votos   | %               | +/-  | Vereadores | +/-     |
| ----------------------- | ------------------------------ | ------- | --------------- | ---- | ---------- | ------- |
|                         | Partido Socialista             | 30 373  | 43,62 / 100,00  | 7,30 | 7 / 11     | 2       |
|                         | PSD-CDS                        | 12 015  | 17,25 / 100,00  | -    | 2 / 11     | -       |
|                         | António Parada, Sim!           | 6 873   | 9,87 / 100,00   | 5,30 | 1 / 11     | 1       |
|                         | Coligação Democrática Unitária | 4 580   | 6,58 / 100,00   | 0,14 | 1 / 11     | Estável |
|                         | Bloco de Esquerda              | 3 938   | 5,66 / 100,00   | 1,06 | 0 / 11     | Estável |
|                         | Iniciativa Liberal             | 3 271   | 4,70 / 100,00   | Novo | 0 / 11     | Novo    |
|                         | CHEGA                          | 2 646   | 3,80 / 100,00   | Novo | 0 / 11     | Novo    |
|                         | Pessoas–Animais–Natureza       | 1 885   | 2,71 / 100,00   | 0,46 | 0 / 11     | Estável |
|                         | Matosinhos Independente        | 650     | 0,93 / 100,00   | Novo | 0 / 11     | Novo    |
| Votos Inválidos         | Votos Inválidos                | 3 405   | 4,89 / 100,00   | 1,12 |            |         |
| Total                   | Total                          | 69 636  | 100,00 / 100,00 |      | 11 / 11    |         |
| Eleitorado/Participação | Eleitorado/Participação        | 151 342 | 46,01 / 100,00  | 6,86 |            |         |

### Assembleia Municipal
| Partido                 | Partido                        | Votos   | %               | +/-  | Deputados | +/-     |
| ----------------------- | ------------------------------ | ------- | --------------- | ---- | --------- | ------- |
|                         | Partido Socialista             | 27 807  | 39,93 / 100,00  | 5,19 | 15 / 33   | 2       |
|                         | PSD-CDS                        | 12 542  | 18,01 / 100,00  | -    | 7 / 33    | -       |
|                         | António Parada, Sim!           | 6 720   | 9,65 / 100,00   | 5,43 | 3 / 33    | 2       |
|                         | Coligação Democrática Unitária | 4 863   | 6,98 / 100,00   | 0,02 | 2 / 33    | Estável |
|                         | Bloco de Esquerda              | 4 555   | 6,54 / 100,00   | 1,03 | 2 / 33    | Estável |
|                         | Iniciativa Liberal             | 3 520   | 5,05 / 100,00   | Novo | 2 / 33    | Novo    |
|                         | CHEGA                          | 2 878   | 4,13 / 100,00   | Novo | 1 / 33    | Novo    |
|                         | Pessoas–Animais–Natureza       | 2 412   | 3,46 / 100,00   | 0,32 | 1 / 33    | Estável |
|                         | Matosinhos Independente        | 666     | 0,96 / 100,00   | Novo | 0 / 33    | Novo    |
| Votos Inválidos         | Votos Inválidos                | 3 676   | 5,27 / 100,00   | 0,96 |           |         |
| Total                   | Total                          | 69 639  | 100,00 / 100,00 |      | 33 / 33   |         |
| Eleitorado/Participação | Eleitorado/Participação        | 151 342 | 46,01 / 100,00  | 6,87 |           |         |

### Juntas de Freguesia
| Partido                 | Partido                        | Votos   | %               | +/-   | Presidentes | +/-     | Mandatos | +/-     |
| ----------------------- | ------------------------------ | ------- | --------------- | ----- | ----------- | ------- | -------- | ------- |
|                         | Partido Socialista             | 28 901  | 41,50 / 100,00  | 5,78  | 4 / 4       | Estável | 40 / 80  | 6       |
|                         | PSD-CDS                        | 12 961  | 18,61 / 100,00  | -     | 0 / 4       | -       | 16 / 80  | -       |
|                         | Grupo de Cidadãos              | 6 381   | 9,16 / 100,00   | 21,93 | 0 / 4       | Estável | 7 / 80   | 20      |
|                         | Coligação Democrática Unitária | 4 917   | 7,06 / 100,00   | 0,01  | 0 / 4       | Estável | 5 / 80   | Estável |
|                         | Bloco de Esquerda              | 4 844   | 6,96 / 100,00   | 0,91  | 0 / 4       | Estável | 5 / 80   | 1       |
|                         | Iniciativa Liberal             | 3 808   | 5,47 / 100,00   | Novo  | 0 / 4       | Novo    | 4 / 80   | Novo    |
|                         | CHEGA                          | 2 936   | 4,22 / 100,00   | Novo  | 0 / 4       | Novo    | 3 / 80   | Novo    |
|                         | Pessoas–Animais–Natureza       | 742     | 1,07 / 100,00   | -     | 0 / 4       | -       | 0 / 80   | -       |
| Votos Inválidos         | Votos Inválidos                | 4 149   | 5,95 / 100,00   | 1,02  |             |         |          |         |
| Total                   | Total                          | 69 639  | 100,00 / 100,00 |       | 4 / 4       |         | 80 / 80  |         |
| Eleitorado/Participação | Eleitorado/Participação        | 151 342 | 46,01 / 100,00  | 6,82  |             |         |          |         |

## Resultados por Freguesia

### Câmara Municipal
| Freguesia                               | %     | %        | %     | %    | %    | %    | %    | %    | %    | Votantes |
| Freguesia                               | PS    | PSD- CDS | APS   | CDU  | BE   | IL   | CH   | PAN  | MI   | Votantes |
| --------------------------------------- | ----- | -------- | ----- | ---- | ---- | ---- | ---- | ---- | ---- | -------- |
| Freguesia                               |       |          |       |      |      |      |      |      |      | Votantes |
| Custóias, Leça do Balio e Guifões       | 47,42 | 14,83    | 10,05 | 6,72 | 5,52 | 2,88 | 3,93 | 2,47 | 1,11 | 17 715   |
| Matosinhos e Leça da Palmeira           | 38,62 | 19,24    | 12,19 | 6,16 | 5,23 | 7,16 | 3,55 | 2,67 | 0,71 | 20 377   |
| Perafita, Lavra e Santa Cruz do Bispo   | 45,54 | 15,90    | 11,66 | 5,12 | 4,59 | 3,65 | 4,57 | 2,80 | 0,89 | 11 747   |
| São Mamede de Infesta e Senhora da Hora | 44,22 | 18,18    | 6,26  | 7,75 | 6,85 | 4,40 | 3,48 | 2,90 | 1,04 | 19 797   |
| Matosinhos                              | 43,62 | 17,25    | 9,87  | 6,58 | 5,66 | 4,70 | 3,80 | 2,71 | 0,93 | 69 636   |

#### Custóias, Leça do Balio e Guifões
| Partido                 | Partido                        | Votos  | %               | +/-   |
| ----------------------- | ------------------------------ | ------ | --------------- | ----- |
|                         | Partido Socialista             | 8 400  | 47,42 / 100,00  | 10,14 |
|                         | PSD-CDS                        | 2 627  | 14,83 / 100,00  | -     |
|                         | António Parada, Sim!           | 1 781  | 10,05 / 100,00  | 4,11  |
|                         | Coligação Democrática Unitária | 1 190  | 6,72 / 100,00   | 0,38  |
|                         | Bloco de Esquerda              | 977    | 5,52 / 100,00   | 0,43  |
|                         | CHEGA                          | 697    | 3,93 / 100,00   | Novo  |
|                         | Iniciativa Liberal             | 511    | 2,88 / 100,00   | Novo  |
|                         | Pessoas–Animais–Natureza       | 437    | 2,47 / 100,00   | 0,66  |
|                         | Matosinhos Independente        | 196    | 1,11 / 100,00   | Novo  |
| Votos Inválidos         | Votos Inválidos                | 899    | 5,07 / 100,00   | 0,88  |
| Total                   | Total                          | 17 715 | 100,00 / 100,00 |       |
| Eleitorado/Participação | Eleitorado/Participação        | 37 306 | 47,49 / 100,00  | 7,11  |

#### Matosinhos e Leça da Palmeira
| Partido                 | Partido                        | Votos  | %               | +/-  |
| ----------------------- | ------------------------------ | ------ | --------------- | ---- |
|                         | Partido Socialista             | 7 869  | 38,62 / 100,00  | 4,72 |
|                         | PSD-CDS                        | 3 920  | 19,24 / 100,00  | -    |
|                         | António Parada, Sim!           | 2 483  | 12,19 / 100,00  | 5,68 |
|                         | Iniciativa Liberal             | 1 460  | 7,16 / 100,00   | Novo |
|                         | Coligação Democrática Unitária | 1 255  | 6,16 / 100,00   | 0,42 |
|                         | Bloco de Esquerda              | 1 066  | 5,23 / 100,00   | 1,49 |
|                         | CHEGA                          | 723    | 3,55 / 100,00   | Novo |
|                         | Pessoas–Animais–Natureza       | 545    | 2,67 / 100,00   | 0,45 |
|                         | Matosinhos Independente        | 144    | 0,71 / 100,00   | Novo |
| Votos Inválidos         | Votos Inválidos                | 912    | 4,47 / 100,00   | 1,40 |
| Total                   | Total                          | 20 377 | 100,00 / 100,00 |      |
| Eleitorado/Participação | Eleitorado/Participação        | 43 497 | 46,85 / 100,00  | 7,13 |

#### Perafita, Lavra e Santa Cruz do Bispo
| Partido                 | Partido                        | Votos  | %               | +/-  |
| ----------------------- | ------------------------------ | ------ | --------------- | ---- |
|                         | Partido Socialista             | 5 349  | 45,54 / 100,00  | 6,35 |
|                         | PSD-CDS                        | 1 868  | 15,90 / 100,00  | -    |
|                         | António Parada, Sim!           | 1 370  | 11,66 / 100,00  | 5,44 |
|                         | Coligação Democrática Unitária | 601    | 5,12 / 100,00   | 0,04 |
|                         | Bloco de Esquerda              | 539    | 4,59 / 100,00   | 0,85 |
|                         | CHEGA                          | 537    | 4,57 / 100,00   | Novo |
|                         | Iniciativa Liberal             | 429    | 3,65 / 100,00   | Novo |
|                         | Pessoas–Animais–Natureza       | 329    | 2,80 / 100,00   | 0,11 |
|                         | Matosinhos Independente        | 104    | 0,89 / 100,00   | Novo |
| Votos Inválidos         | Votos Inválidos                | 621    | 5,29 / 100,00   | 0,42 |
| Total                   | Total                          | 11 747 | 100,00 / 100,00 |      |
| Eleitorado/Participação | Eleitorado/Participação        | 25 770 | 45,98 / 100,00  | 7,44 |

### Assembleia Municipal
| Freguesia                               | %     | %        | %     | %    | %    | %    | %    | %    | %    | Votantes |
| Freguesia                               | PS    | PSD- CDS | APS   | CDU  | BE   | IL   | CH   | PAN  | MI   | Votantes |
| --------------------------------------- | ----- | -------- | ----- | ---- | ---- | ---- | ---- | ---- | ---- | -------- |
| Freguesia                               |       |          |       |      |      |      |      |      |      | Votantes |
| Custóias, Leça do Balio e Guifões       | 43,78 | 15,60    | 9,87  | 7,07 | 6,41 | 3,41 | 4,12 | 3,04 | 1,25 | 17 715   |
| Matosinhos e Leça da Palmeira           | 35,17 | 19,99    | 12,03 | 6,54 | 5,99 | 7,50 | 3,89 | 3,42 | 0,66 | 20 378   |
| Perafita, Lavra e Santa Cruz do Bispo   | 42,85 | 16,28    | 11,42 | 5,53 | 5,12 | 3,83 | 4,99 | 3,51 | 0,88 | 11 749   |
| São Mamede de Infesta e Senhora da Hora | 39,66 | 19,15    | 5,95  | 8,22 | 8,08 | 4,80 | 3,89 | 3,86 | 1,04 | 19 797   |
| Matosinhos                              | 39,93 | 18,01    | 9,65  | 6,98 | 6,54 | 5,05 | 4,13 | 3,46 | 0,96 | 69 639   |

#### Custóias, Leça do Balio e Guifões
| Partido                 | Partido                        | Votos  | %               | +/-  |
| ----------------------- | ------------------------------ | ------ | --------------- | ---- |
|                         | Partido Socialista             | 7 755  | 43,78 / 100,00  | 8,14 |
|                         | PSD-CDS                        | 2 764  | 15,60 / 100,00  | -    |
|                         | António Parada, Sim!           | 1 749  | 9,87 / 100,00   | 4,10 |
|                         | Coligação Democrática Unitária | 1 252  | 7,07 / 100,00   | 0,20 |
|                         | Bloco de Esquerda              | 1 135  | 6,41 / 100,00   | 0,32 |
|                         | CHEGA                          | 730    | 4,12 / 100,00   | Novo |
|                         | Iniciativa Liberal             | 591    | 3,34 / 100,00   | Novo |
|                         | Pessoas–Animais–Natureza       | 539    | 3,04 / 100,00   | 0,61 |
|                         | Matosinhos Independente        | 222    | 1,25 / 100,00   | Novo |
| Votos Inválidos         | Votos Inválidos                | 978    | 5,52 / 100,00   | 0,71 |
| Total                   | Total                          | 17 715 | 100,00 / 100,00 |      |
| Eleitorado/Participação | Eleitorado/Participação        | 37 306 | 47,49 / 100,00  | 7,16 |

#### Matosinhos e Leça da Palmeira
| Partido                 | Partido                        | Votos  | %               | +/-  |
| ----------------------- | ------------------------------ | ------ | --------------- | ---- |
|                         | Partido Socialista             | 7 166  | 35,17 / 100,00  | 2,64 |
|                         | PSD-CDS                        | 4 074  | 19,99 / 100,00  | -    |
|                         | António Parada, Sim!           | 2 452  | 12,03 / 100,00  | 5,97 |
|                         | Iniciativa Liberal             | 1 528  | 7,50 / 100,00   | Novo |
|                         | Coligação Democrática Unitária | 1 333  | 6,54 / 100,00   | 0,19 |
|                         | Bloco de Esquerda              | 1 220  | 5,99 / 100,00   | 1,50 |
|                         | CHEGA                          | 792    | 3,89 / 100,00   | Novo |
|                         | Pessoas–Animais–Natureza       | 696    | 3,42 / 100,00   | 0,38 |
|                         | Matosinhos Independente        | 135    | 0,66 / 100,00   | Novo |
| Votos Inválidos         | Votos Inválidos                | 982    | 4,82 / 100,00   | 1,11 |
| Total                   | Total                          | 20 378 | 100,00 / 100,00 |      |
| Eleitorado/Participação | Eleitorado/Participação        | 43 497 | 46,85 / 100,00  | 7,14 |

#### Perafita, Lavra e Santa Cruz do Bispo
| Partido                 | Partido                        | Votos  | %               | +/-  |
| ----------------------- | ------------------------------ | ------ | --------------- | ---- |
|                         | Partido Socialista             | 5 034  | 42,85 / 100,00  | 5,35 |
|                         | PSD-CDS                        | 1 913  | 16,28 / 100,00  | -    |
|                         | António Parada, Sim!           | 1 342  | 11,42 / 100,00  | 5,68 |
|                         | Coligação Democrática Unitária | 650    | 5,53 / 100,00   | 0,11 |
|                         | Bloco de Esquerda              | 601    | 5,12 / 100,00   | 0,56 |
|                         | CHEGA                          | 586    | 4,99 / 100,00   | Novo |
|                         | Iniciativa Liberal             | 450    | 3,83 / 100,00   | Novo |
|                         | Pessoas–Animais–Natureza       | 412    | 3,51 / 100,00   | 0,34 |
|                         | Matosinhos Independente        | 103    | 0,88 / 100,00   | Novo |
| Votos Inválidos         | Votos Inválidos                | 658    | 5,60 / 100,00   | 0,32 |
| Total                   | Total                          | 11 749 | 100,00 / 100,00 |      |
| Eleitorado/Participação | Eleitorado/Participação        | 25 770 | 45,59 / 100,00  | 7,83 |

#### São Mamede de Infesta e Senhora da Hora
| Partido                 | Partido                        | Votos  | %               | +/-     |
| ----------------------- | ------------------------------ | ------ | --------------- | ------- |
|                         | Partido Socialista             | 7 852  | 39,66 / 100,00  | 5,07    |
|                         | PSD-CDS                        | 3 791  | 19,15 / 100,00  | -       |
|                         | Coligação Democrática Unitária | 1 628  | 8,22 / 100,00   | Estável |
|                         | Bloco de Esquerda              | 1 599  | 8,08 / 100,00   | 1,46    |
|                         | António Parada, Sim!           | 1 177  | 5,95 / 100,00   | 5,86    |
|                         | Iniciativa Liberal             | 951    | 4,80 / 100,00   | Novo    |
|                         | CHEGA                          | 770    | 3,89 / 100,00   | Novo    |
|                         | Pessoas–Animais–Natureza       | 765    | 3,86 / 100,00   | 0,37    |
|                         | Matosinhos Independente        | 206    | 1,04 / 100,00   | Novo    |
| Votos Inválidos         | Votos Inválidos                | 1 058  | 5,35 / 100,00   | 1,36    |
| Total                   | Total                          | 19 797 | 100,00 / 100,00 |         |
| Eleitorado/Participação | Eleitorado/Participação        | 44 769 | 44,22 / 100,00  | 5,82    |

### Juntas de Freguesia

#### Custóias, Leça do Balio e Guifões
| Partido                 | Partido                        | Votos  | %               | +/-  | Mandatos | +/-     |
| ----------------------- | ------------------------------ | ------ | --------------- | ---- | -------- | ------- |
|                         | Partido Socialista             | 7 976  | 45,02 / 100,00  | 8,03 | 11 / 19  | 3       |
|                         | PSD-CDS                        | 2 886  | 16,29 / 100,00  | -    | 3 / 19   | -       |
|                         | António Parada, Sim!           | 1 489  | 8,41 / 100,00   | 6,04 | 2 / 19   | 1       |
|                         | Coligação Democrática Unitária | 1 297  | 7,32 / 100,00   | 0,39 | 1 / 19   | Estável |
|                         | Bloco de Esquerda              | 1 245  | 7,03 / 100,00   | 0,44 | 1 / 19   | Estável |
|                         | CHEGA                          | 750    | 4,23 / 100,00   | Novo | 1 / 19   | Novo    |
|                         | Iniciativa Liberal             | 617    | 3,48 / 100,00   | Novo | 0 / 19   | Novo    |
|                         | Matosinhos Independente        | 307    | 1,73 / 100,00   | Novo | 0 / 19   | Novo    |
| Votos Inválidos         | Votos Inválidos                | 1 148  | 6,49 / 100,00   | 0,50 |          |         |
| Total                   | Total                          | 17 715 | 100,00 / 100,00 |      | 19 / 19  |         |
| Eleitorado/Participação | Eleitorado/Participação        | 37 306 | 47,49 / 100,00  | 7,03 |          |         |

#### Matosinhos e Leça da Palmeira
| Partido                 | Partido                        | Votos  | %               | +/-  | Mandatos | +/-     |
| ----------------------- | ------------------------------ | ------ | --------------- | ---- | -------- | ------- |
|                         | Partido Socialista             | 7 642  | 37,50 / 100,00  | 2,43 | 9 / 21   | Estável |
|                         | PSD-CDS                        | 4 218  | 20,70 / 100,00  | -    | 5 / 21   | -       |
|                         | António Parada, Sim!           | 2 139  | 10,50 / 100,00  | 7,32 | 2 / 21   | Estável |
|                         | Iniciativa Liberal             | 1 672  | 8,20 / 100,00   | Novo | 2 / 21   | Novo    |
|                         | Coligação Democrática Unitária | 1 381  | 6,78 / 100,00   | 0,06 | 1 / 21   | Estável |
|                         | Bloco de Esquerda              | 1 338  | 6,57 / 100,00   | 1,67 | 1 / 21   | Estável |
|                         | CHEGA                          | 833    | 4,09 / 100,00   | Novo | 1 / 21   | Novo    |
| Votos Inválidos         | Votos Inválidos                | 1 156  | 5,68 / 100,00   | 0,93 |          |         |
| Total                   | Total                          | 20 379 | 100,00 / 100,00 |      | 21 / 21  |         |
| Eleitorado/Participação | Eleitorado/Participação        | 43 497 | 46,85 / 100,00  | 7,13 |          |         |

#### Perafita, Lavra e Santa Cruz do Bispo
| Partido                 | Partido                        | Votos  | %               | +/-  | Mandatos | +/-     |
| ----------------------- | ------------------------------ | ------ | --------------- | ---- | -------- | ------- |
|                         | Partido Socialista             | 5 150  | 43,84 / 100,00  | 6,86 | 10 / 19  | 2       |
|                         | PSD-CDS                        | 2 052  | 17,47 / 100,00  | -    | 3 / 19   | -       |
|                         | António Parada, Sim!           | 1 264  | 10,76 / 100,00  | 8,09 | 2 / 19   | 2       |
|                         | Bloco de Esquerda              | 708    | 6,03 / 100,00   | 0,99 | 1 / 19   | Estável |
|                         | Coligação Democrática Unitária | 656    | 5,58 / 100,00   | 0,26 | 1 / 19   | Estável |
|                         | CHEGA                          | 604    | 5,14 / 100,00   | Novo | 1 / 19   | Novo    |
|                         | Iniciativa Liberal             | 581    | 4,95 / 100,00   | Novo | 1 / 19   | Novo    |
| Votos Inválidos         | Votos Inválidos                | 733    | 6,24 / 100,00   | 0,18 |          |         |
| Total                   | Total                          | 11 748 | 100,00 / 100,00 |      | 19 / 19  |         |
| Eleitorado/Participação | Eleitorado/Participação        | 25 770 | 45,59 / 100,00  | 7,83 |          |         |

#### São Mamede de Infesta e Senhora da Hora
| Partido                 | Partido                        | Votos  | %               | +/-  | Mandatos | +/-     |
| ----------------------- | ------------------------------ | ------ | --------------- | ---- | -------- | ------- |
|                         | Partido Socialista             | 8 133  | 41,08 / 100,00  | 6,59 | 10 / 21  | 1       |
|                         | PSD-CDS                        | 3 805  | 19,22 / 100,00  | -    | 5 / 21   | -       |
|                         | Coligação Democrática Unitária | 1 583  | 8,00 / 100,00   | 0,41 | 2 / 21   | Estável |
|                         | Bloco de Esquerda              | 1 553  | 7,84 / 100,00   | 0,46 | 2 / 21   | 1       |
|                         | António Parada, Sim!           | 949    | 4,79 / 100,00   | 7,93 | 1 / 21   | 2       |
|                         | Iniciativa Liberal             | 938    | 4,74 / 100,00   | Novo | 1 / 21   | Novo    |
|                         | CHEGA                          | 749    | 3,78 / 100,00   | Novo | 0 / 21   | Novo    |
|                         | Pessoas–Animais–Natureza       | 742    | 3,75 / 100,00   | -    | 0 / 21   | -       |
|                         | Matosinhos Independente        | 233    | 1,18 / 100,00   | Novo | 0 / 21   | Novo    |
| Votos Inválidos         | Votos Inválidos                | 1 112  | 5,61 / 100,00   | 2,04 |          |         |
| Total                   | Total                          | 19 797 | 100,00 / 100,00 |      | 21 / 21  |         |
| Eleitorado/Participação | Eleitorado/Participação        | 44 769 | 44,22 / 100,00  | 5,76 |          |         |

| Freguesia                               | 2017-2021 | 2017-2021          | 2017-2021      | 2021-2025 | 2021-2025          | 2021-2025      |
| --------------------------------------- | --------- | ------------------ | -------------- | --------- | ------------------ | -------------- |
| Custóias, Leça do Balio e Guifões       |           | Partido Socialista | 36,99 / 100,00 |           | Partido Socialista | 45,02 / 100,00 |
| Matosinhos e Leça da Palmeira           |           | Partido Socialista | 35,07 / 100,00 |           | Partido Socialista | 37,50 / 100,00 |
| Perafita, Lavra e Santa Cruz do Bispo   |           | Partido Socialista | 36,98 / 100,00 |           | Partido Socialista | 43,84 / 100,00 |
| São Mamede de Infesta e Senhora da Hora |           | Partido Socialista | 34,49 / 100,00 |           | Partido Socialista | 41,08 / 100,00 |